# Coleophora atriplicivora
Coleophora atriplicivora é uma espécie de mariposa do gênero Coleophora pertencente à família Coleophoridae.